# Addio Giuseppina!
La balena Giuseppina/Addio Giuseppina (くじらのホセフィーナ?, Kujira no Josephina) è una serie di anime shōnen prodotto nel 1979 da Ashi Productions che si basa sul romanzo Adiós Josefina dello scrittore spagnolo José María Sánchez Silva. In Italia è stata trasmessa dal 1980 da diverse televisioni locali.

## Trama
Choppy è un bambino di Madrid estremamente timido, pauroso e insicuro, e ha come amica una piccola balena magica, di nome Giuseppina, che vive nel bicchiere pieno di acqua sul suo comodino. Quest'ultima ha il potere di parlare, volare, ingigantirsi per far viaggiare il bambino sul suo dorso, nonché rimpicciolirsi per entrare nel bicchiere o nella tasca del bambino stesso, tuttavia nessuno sa della sua esistenza perché tra gli esseri umani soltanto Choppy può vederla. Il bambino è molto legato alla balena, che lo coinvolgerà in fantastiche avventure (dalle quali egli imparerà sempre nuovi insegnamenti per superare le sue paure, ma anche correggere i suoi difetti) e lo aiuterà ad affrontare le difficoltà della sua infanzia come i rimproveri dei suoi genitori non troppo teneri con lui e le liti con la sorellina Rosy. Quando poi inizia ad andare a scuola, Choppy si trova a dover affrontare anche i compagni di classe, che lo derideranno per le sue paure.
Tra i personaggi della serie è di rilievo anche la figura della nonna materna di Choppy, persona saggia e pacata, che in qualche modo tiene il bimbo sotto la sua ala protettiva, fino al giorno della propria morte. Choppy chiede allora a Giuseppina di rivedere sua nonna, e grazie ai poteri magici la balena riesce a trasportare vivo il ragazzo nella dimensione ultraterrena, dove egli scopre che la nonna, benché già destinata al Paradiso, di fatto non vi è ancora giunta; i suoi movimenti non sfuggono a Satana, che cercherà di rapire l'anima della nonna di Choppy.
Nel corso della storia Choppy maturerà e farà amicizia con la coetanea Serya, tanto da aver sempre meno bisogno dell'aiuto di Giuseppina.
Alla fine della serie, quando Choppy diventa più grande e capace di affrontare la vita da solo, Giuseppina si congeda da lui, dicendogli "ormai le nostre strade si dividono, nel mondo degli adulti non c'è posto per le balene".

## Doppiaggio
Il doppiaggio italiano a cura di Enzo Monachesi è stato eseguito presso il New Recording Studios di Milano, sotto la direzione di Rossana Bassani, Pietro Dondi e Stefano Dondi.
| Personaggio                | Voce giapponese | Voce italiana    |
| -------------------------- | --------------- | ---------------- |
| Giuseppina                 | Kazue Takahashi | Adele Pellegatta |
| Choppy                     |                 | Milena Albieri   |
| Nonna di Choppy            |                 | Clara Zovianoff  |
| Papà di Choppy             |                 | Augusto Di Bono  |
| Mamma di Choppy            |                 | Licia Lombardi   |
| Rosy, la sorella di Choppy |                 | Laura Merli      |
| Cinzia la cameriera        |                 | Lisa Mazzotti    |

## Sigle italiane
Le due sigle italiane, di testa e di coda, La balena Giuseppina/Giuseppina non lasciarmi mai, sono state incise da Giampaolo Daldello, pubblicate nel 1980 su dischi Ariston Records.

## Episodi
| Nº | Titolo italiano Giapponese 「Kanji」 - Rōmaji                                               |
| 1  | Il segreto del bicchiere 「コップの中のひみつ」 - Koppu no naka no himitsu                  |
| 2  | Il battesimo di Giuseppina 「ふしぎな海のたび」 - Fushigina umi no tabi                     |
| 3  | L'isola deserta 「ぼくだけの無人島」 - Boku dake no mujintō                                 |
| 4  | Avventura nella città fantasma 「おばけの町のぼうけん」 - Obake no machi no bō ken          |
| 5  | Arrivederci, Giappone 「こんにちはニッポン」 - Kon'nichiwa Nippon                           |
| 6  | Odio la scuola 「学校なんて大きらい」 - Gakkō nante dai kirai                               |
| 7  | Sinbad ha la febbre 「かぜひきシンドバット」 - Ka zehi ki shindobatto                       |
| 8  | Il primo giorno di scuola 「はじめての学校」 - Hajimete no gakkō                            |
| 9  | Questa non è la mia famiglia! 「よそんちの子になっちゃった」 - Yoso n Chino-ko ni natchatta |
| 10 | La prima comunione 「神様に会っちゃった」 - Kamisama ni atchatta                            |
| 11 | La buona azione 「親切はだれのため」 - Shinsetsu wa dare no tame                            |
| 12 | Non mangio la carne 「魚は絶体食べないぞ」 - Sakana wa zettai tabenai zo                    |
| 13 | Il tesoro della nonna 「たから星ひみつ星」 - Takara hoshi himitsu hoshi                     |
| 14 | La cicogna 「教室にきたコウノトリ」 - Kyōshitsu ni kita kōnotori                            |
| 15 | I cavalieri di Escoriales 「エスコリアルの騎士」 - Esukoriaru no kishi                      |
| 16 | Un giorno con Serya 「ぼくの素敵な女の子」 - Boku no sutekina on'nanoko                     |
| 17 | Serya è una vera amica 「大変だァ!山火事だァ!」 - Taihenda ~a! Yama kajida ~a!              |
| 18 | La nonna non c'è più 「天国の大冒険」 - Tengoku no dai bōken                                |
| 19 | Avventura in treno 「山賊をつかまえろ」 - Sanzoku o tsukamaero                              |
| 20 | La nonna sale in cielo 「北極海のたたかい」 - Hokkyoku-kai no tatakai                       |
| 21 | Sfida in fondo al mare 「恐怖の海の大魔王」 - Kyōfu no umi no dai maō                       |
| 22 | Avventura nel deserto 「さばくの魔王をやっつけろ」 - Sabaku no maō o yattsukero             |
| 23 | Tempo di studi 「前編 さよならホセフィーナ」 - Zenpen sayonara hosefīna                     |
| 24 | Addio Giuseppina 「後編 さよならホセフィーナ」 - Kōhen sayonara hosefīna                    |
| 25 | 「総集編」 - Sōshūhen                                                                       |